# Педро IV Арагонски
Педро IV Церемониалния (на арагонски: Pietro IV d'Aragón Zeremonioso, на каталонски: Pere el Cerimoniós) е 14-и крал на Арагон, крал на Валенсия (под името Педро II), крал на Сардиния и Корсика (под името Пиетро I), граф Сердан, граф на Барселона (Педро III) от 1336 г. до смъртта си.

## Произход
Роден е на 5 септември 1319 г. в Балагер като син на Алфонсо IV Арагонски и Тереза д'Ентенса.

## Биография
След смъртта на баща си през 1336 г. Педро събира Кортесите в Сарагоса за коронацията си. Нарушавайки договора за васалната зависимост на Арагон от римския папа, сключен с крал Педро II, Педро IV се коронясва сам, без участие на епископа на Сарагоса, предизвиквайки неудоволствието на последния. Така в Сарагоса посолството на кралицата на Кастилия Елеонор Кастилска, втора жена на баща му, моли да се потвърди собствеността над земите, предадени и от Алфонсо IV, но Педро дава уклончив отговор.
През 1344 г. той сваля краля на Майорка Хайме III и присъединява Майорка към Кралство Арагон.
През цялото си управление се опитва да укрепи Арагонското кралство против антицентристките сили, а също води войни за Сицилия, за Сардиния, в Южна Италия, в Гърция и на Балеарските острови. През 1381 г. е провъзгласен за херцог на Атина.

## Брак и потомство
Първи брак: 23 юли 1338 г. с Мария Наварска. Имат четири деца:
- Констанца (1343 – 1363), инфанта на Арагон, омъжена за крал Федериго III Сицилиански, има дъщеря;
- Хуана (1344 – 1385), инфанта на Арагон, омъжена за Хуан I, граф на Ампоряс; има двама сина;
- Мария (1345 – 1348)
- Педро (1347).

Втори брак: 29 септември 1347 г. с Елеонора Португалска.
Трети брак: на 27 август 1349 г. с Елеонора Сицилианска. Условието на брака е, че съпрузите се отказват от короната на Сицилия. Имат четири деца:
- Хуан I Арагонски Ловеца (1350 – 1396), престолонаследник като 15-и крал на Арагон и Валенсия, граф на Барселона;
- Мартин I Арагонски (1356 – 1410), 16-и крал на Арагон, Валенсия, Сардиния и Корсика, граф на Барселона и крал на Сицилия
- Елеонора, омъжена за Хуан I Кастилски
- Алфонсо

Четвърти брак: 11 октомври 1377 г. със Сибила де Фортия, имат три деца:
- Алфосо (1376 – 1377)
- Педро (род. и ум. 1380),
- Исабел (1380 – 1424), инфанта на Арагон, на 29 юли 1429 г. – брак с Хайме II, граф на Урхел (1380 – 1.6.1433).

## Надгробен паметник в манастира в Поблет
- Педро IV и Елеонора Сицилианска
- детайл
- общ изглед